# Alamut

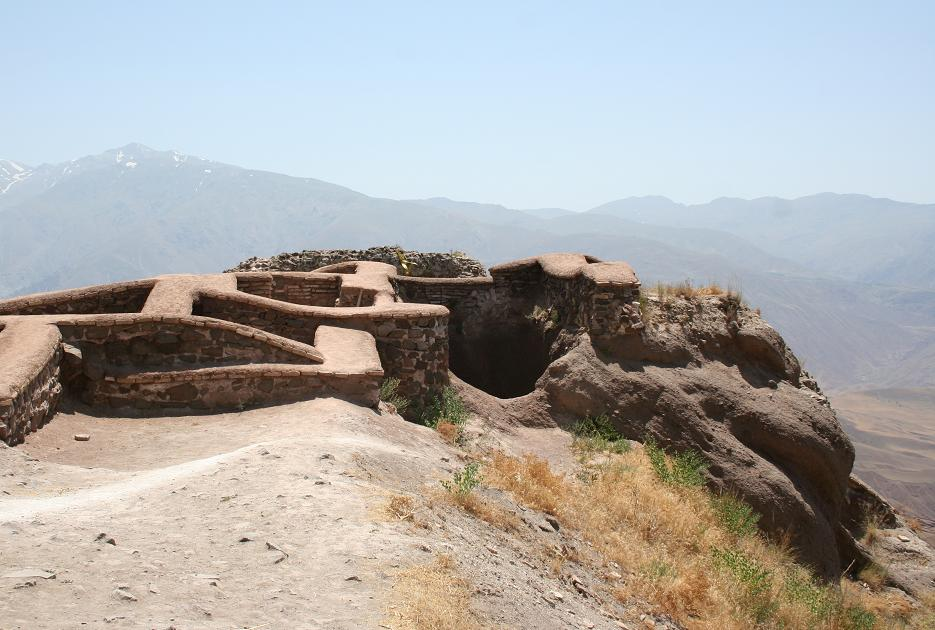
Mauern der Festung (aufgenommen 2006, zwei Jahre nach dem Erdbeben)

Alamut (persisch الموت, DMG Alamūt, aus dailamitisch Alūh amū[ch]t – „Adlers Anleitung/Führung“ oder „die Lehre des Adlers“) ist eine heute in Ruinen liegende Bergfestung in Dailam, etwa 100 km von Teheran entfernt. Sie steht in der Provinz Qazvin im Nordwesten Irans, südlich des Kaspischen Meeres. Es war die Hauptfestung der Nizariten (Assassinen).

## Geschichte

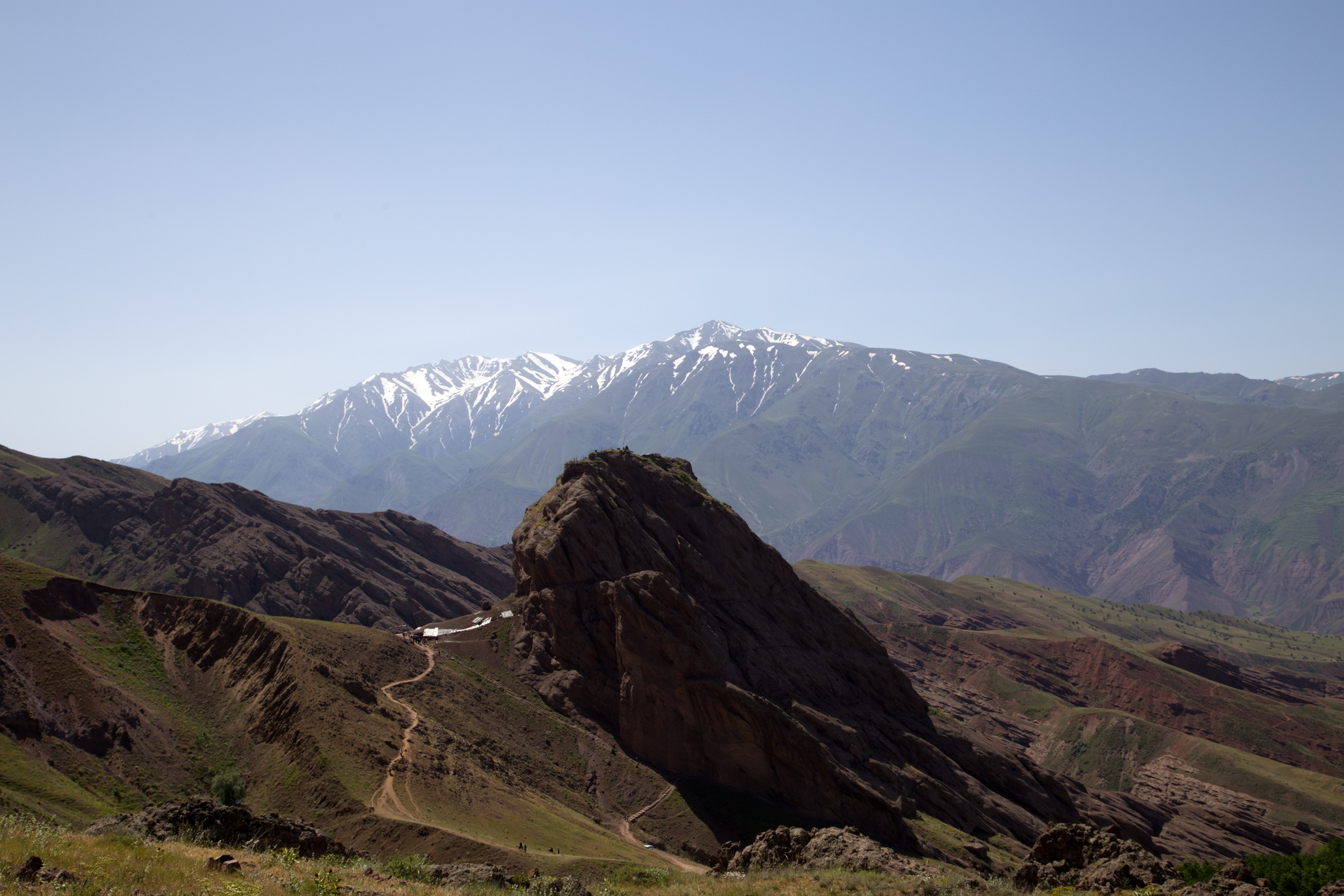
Lage der Festung Alamut auf einem steilen Felsen

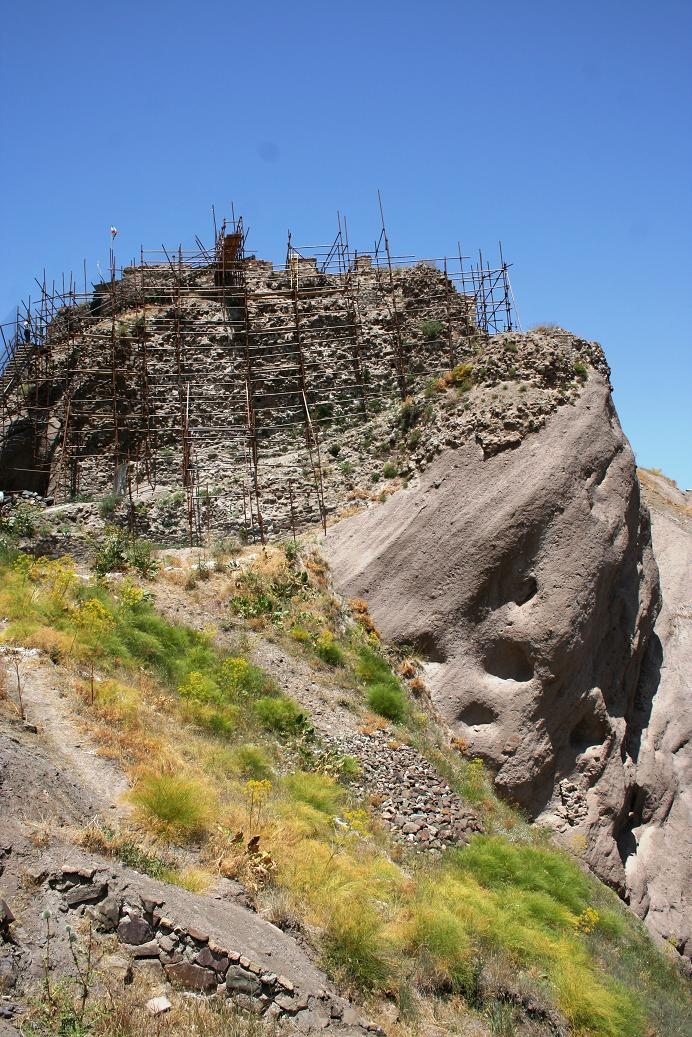
Rekonstruktionsarbeiten nach dem Erdbeben (2008)

Die Festung wurde laut Hamdallah Mustaufi im Jahr 840 in 2100 Metern Höhe von Wahsudan ibn Marzuban († 865) aus der Dynastie der Dschustaniden von Dailam auf einem Felsen errichtet. Der Name Alamut bezieht sich auf die Gründungsgeschichte, nach der ein zahmer und freigelassener Adler auf dem Felsen gelandet war und so den Herrscher zum Bau inspirierte. Da es nur einen einzigen Eingang zu ihr gab, war sie gut zu verteidigen.
1090 nahm Hasan-i Sabbāh, der Gründer der Assassinen, die als uneinnehmbar geltende Zitadelle durch einen Überraschungsangriff und die Zahlung von 3000 Dinaren ihrem seldschukischen Statthalter Mahdi ohne Blutvergießen ab. Er verstärkte die Befestigungen und richtete Vorratslager für mögliche Belagerungen ein. Zusammen mit benachbarten Siedlungen wurde die Umgebung Alamuts durch Terrassenbau für den Getreideanbau nutzbar gemacht.
In der Folgezeit war die Festung für 166 Jahre der Hauptsitz der persischen Nizariten, einer ismailitischen Gruppierung. Der Einflussbereich Hasan-i Sabbahs und seiner Nachfolger wurde später durch weitere Festungen (wie die von Lamasar) zu einem Netzwerk ausgebaut. Diese Burgen (dar al-hidschra, „Haus der Auswanderung“, genannt) dienten den Ismailiten in ganz Persien und Syrien als Zuflucht bei Verfolgungen oder Konflikten.
Die Herrschaft der Assassinen von Alamut wurde erst 1256 durch den Mongolen-Khan Hülegü gebrochen, der mit einem riesigen Heer die Zitadelle belagerte und am 20. Dezember jenes Jahres kapitulierte die Garnison. Aus der großen Bibliothek, die die Herrscher von Alamut zusammengestellt hatten, ließ Ata al-Mulk Dschuwaini einige Koran-Handschriften und wissenschaftliche Werke aussortieren und den Rest verbrennen.
2004 wurden Teile der Mauern durch ein Erdbeben zerstört.

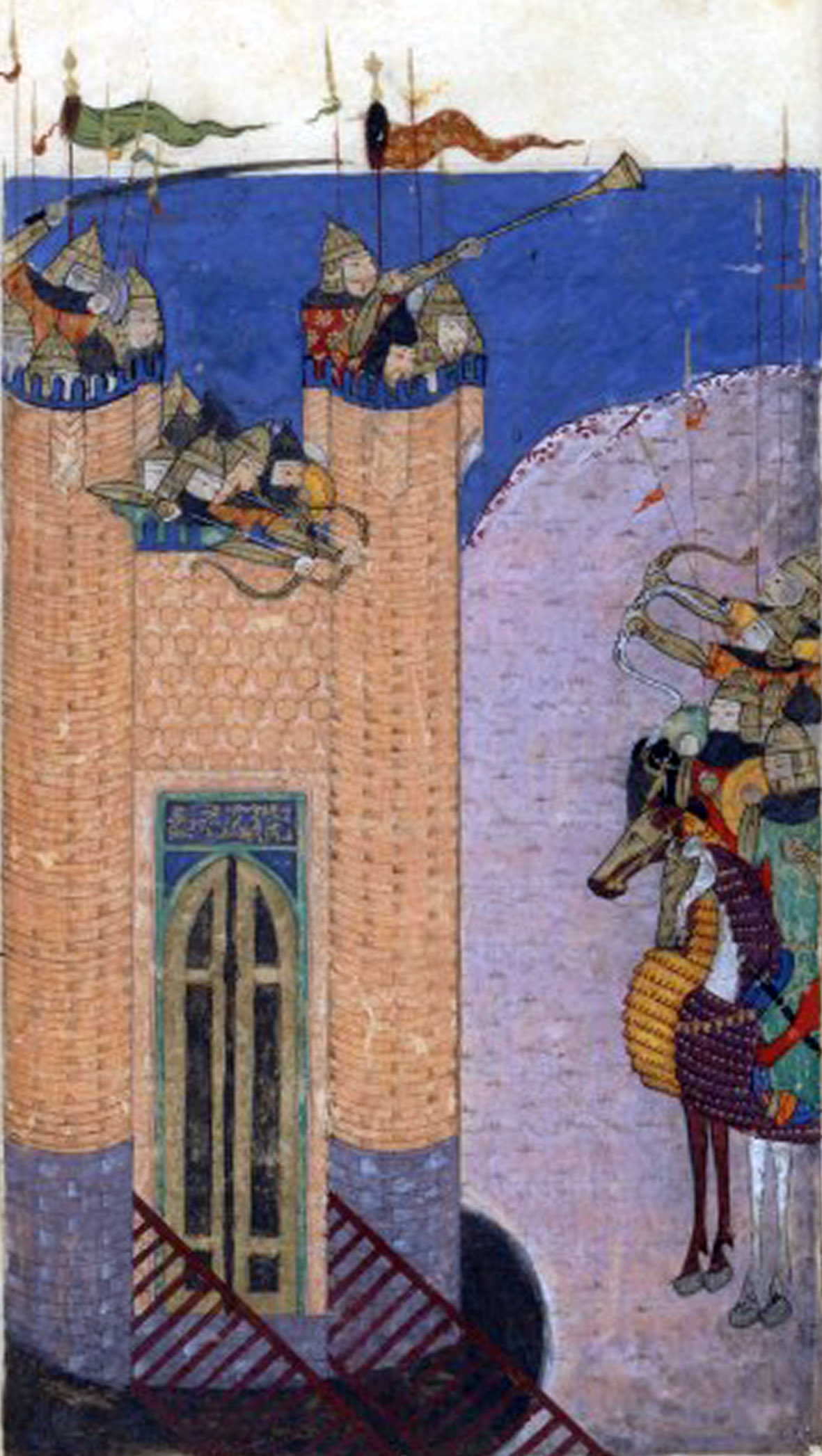
Belagerung von Alamut (1256). Tārīch-i Dschahānguschāy von Ata al-Mulk Dschuwaini (13. Jahrhundert).
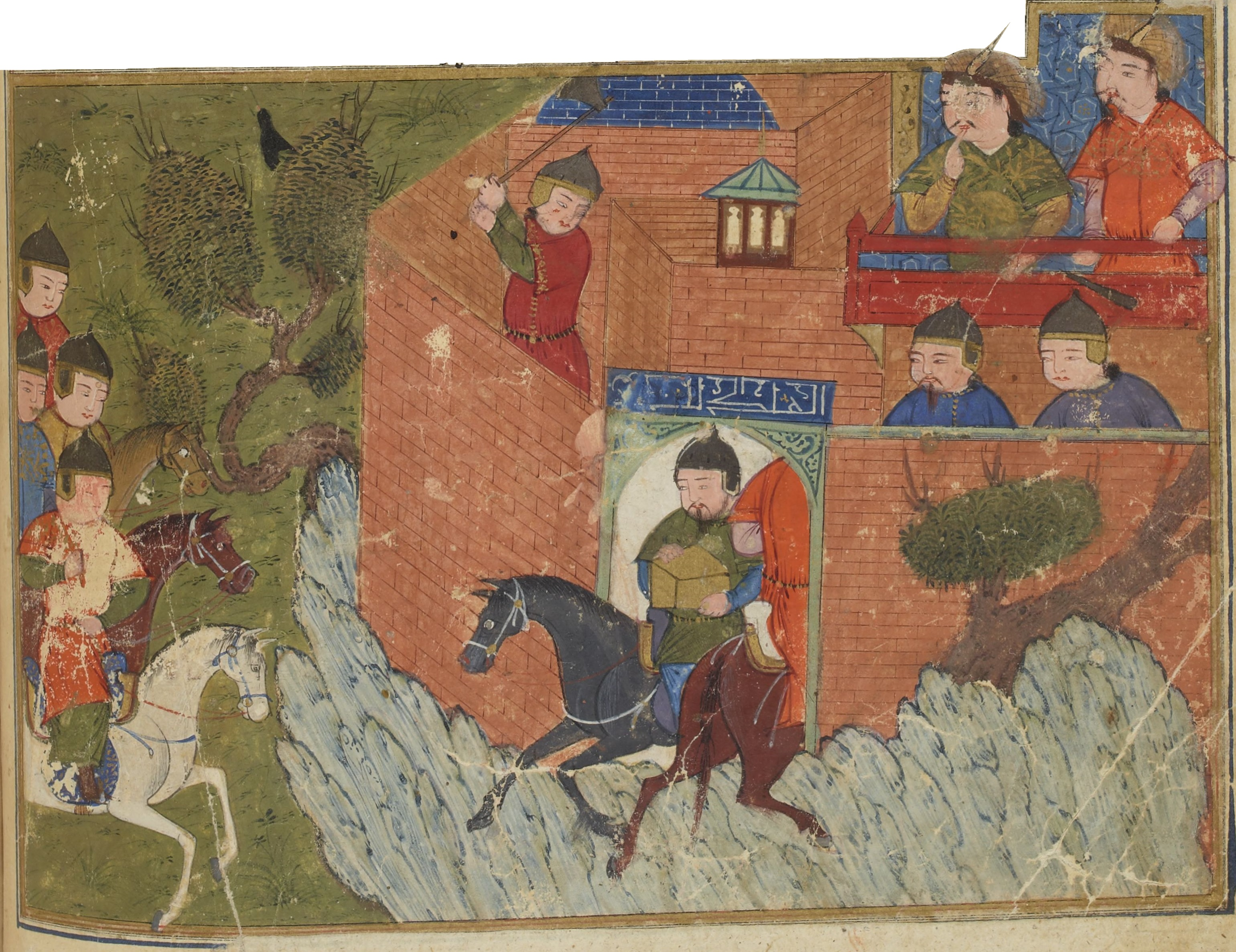
Besetzung von Alamut (1256). Dschāmiʿ at-tawārīch von Raschid ad-Din (13. oder 14. Jahrhundert).
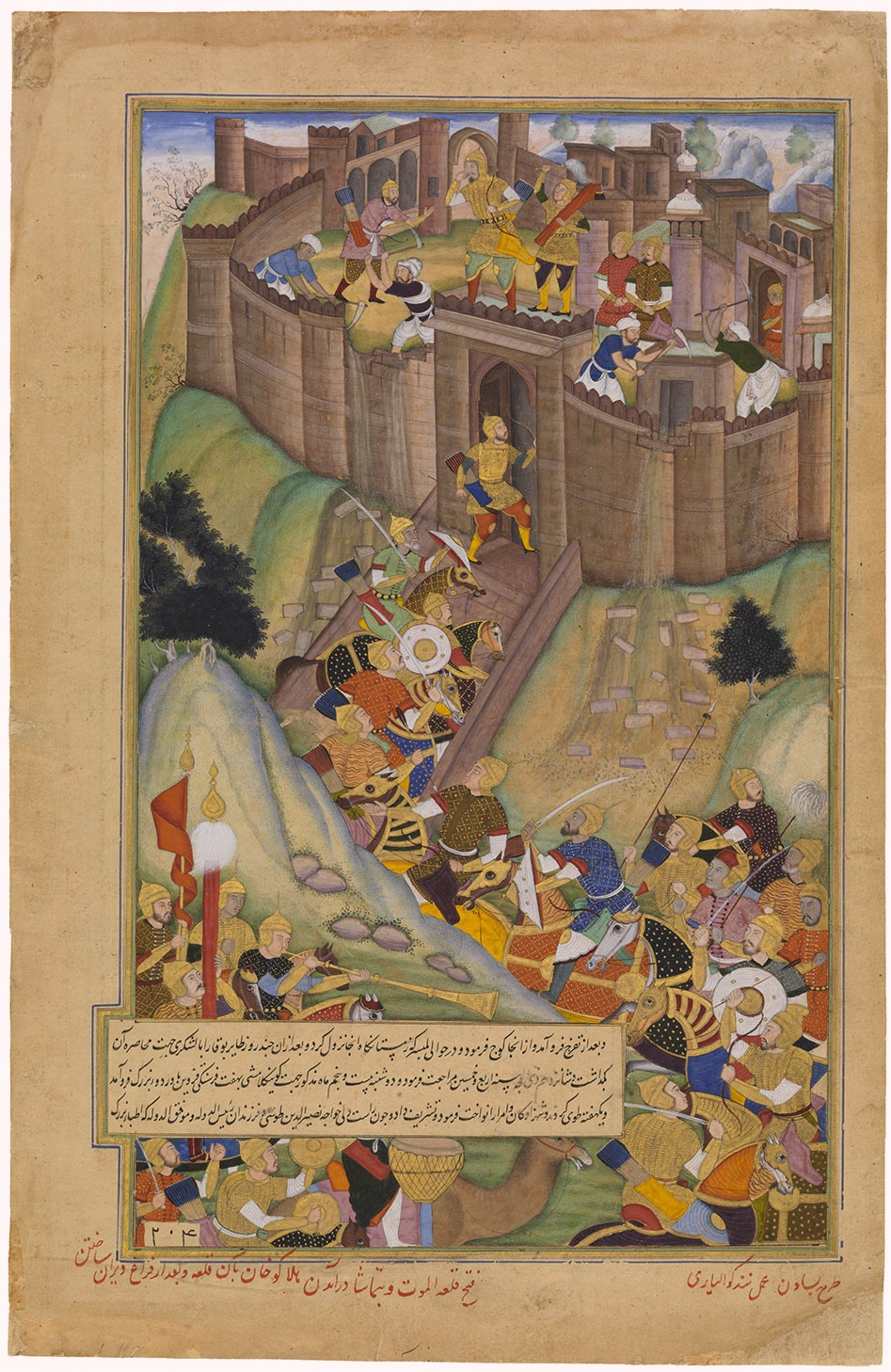
Schleifung der Festung durch Hülegü Khan, Manuskript von Basawan und Nand Gwaliori, ca. 1596.

## Alamut in den Medien
Geschichten und Legenden der Herrscher von Alamut spielen bis heute in Vorder- und Zentralasien sowie in den arabischen Ländern eine Rolle.
Sie wurden auch von Schriftstellern im Westen aufgegriffen, so in einigen Romanen von William S. Burroughs, in dem Roman Alamut von Vladimir Bartol und dem Roman Das Foucaultsche Pendel von Umberto Eco oder auch in Samarkand von Amin Maalouf. Eine weitere bekannte literarische Verarbeitung dieses Motivs findet sich in dem Roman Das Halsband der Taube von E. W. Heine. Außerdem werden der Untergang Alamuts und der Assassinen in Peter Berlings Pentalogie Die Kinder des Gral, im dritten Band mit dem Titel Die Krone der Welt, ausführlich beschrieben und in die Romanhandlung eingewoben.
Alamut spielt ferner eine wichtige Rolle als Hauptstadt von Prinzessin Taminas Reich und als Versteck der Sanduhr mit dem „Sand der Zeit“ in der 2010 erschienenen Videospielverfilmung Prince of Persia: Der Sand der Zeit.
In der TV-Dokumentarserie Terra X des ZDF wurde in Folge 72 unter dem Titel Todesboten aus Alamut – Der Geheimbund der Assassinen über die Geschichte der Festung und ihrer Herrscher berichtet.
Alamut ist im Videospiel-Franchise Assassin’s Creed Festung und Hauptsitz des Ordens der Assassinen. In einigen Teilen der Computerspielreihe wird die Festung und deren Bedeutung für den Assassinenorden referenziert.

Ansichten von 2011
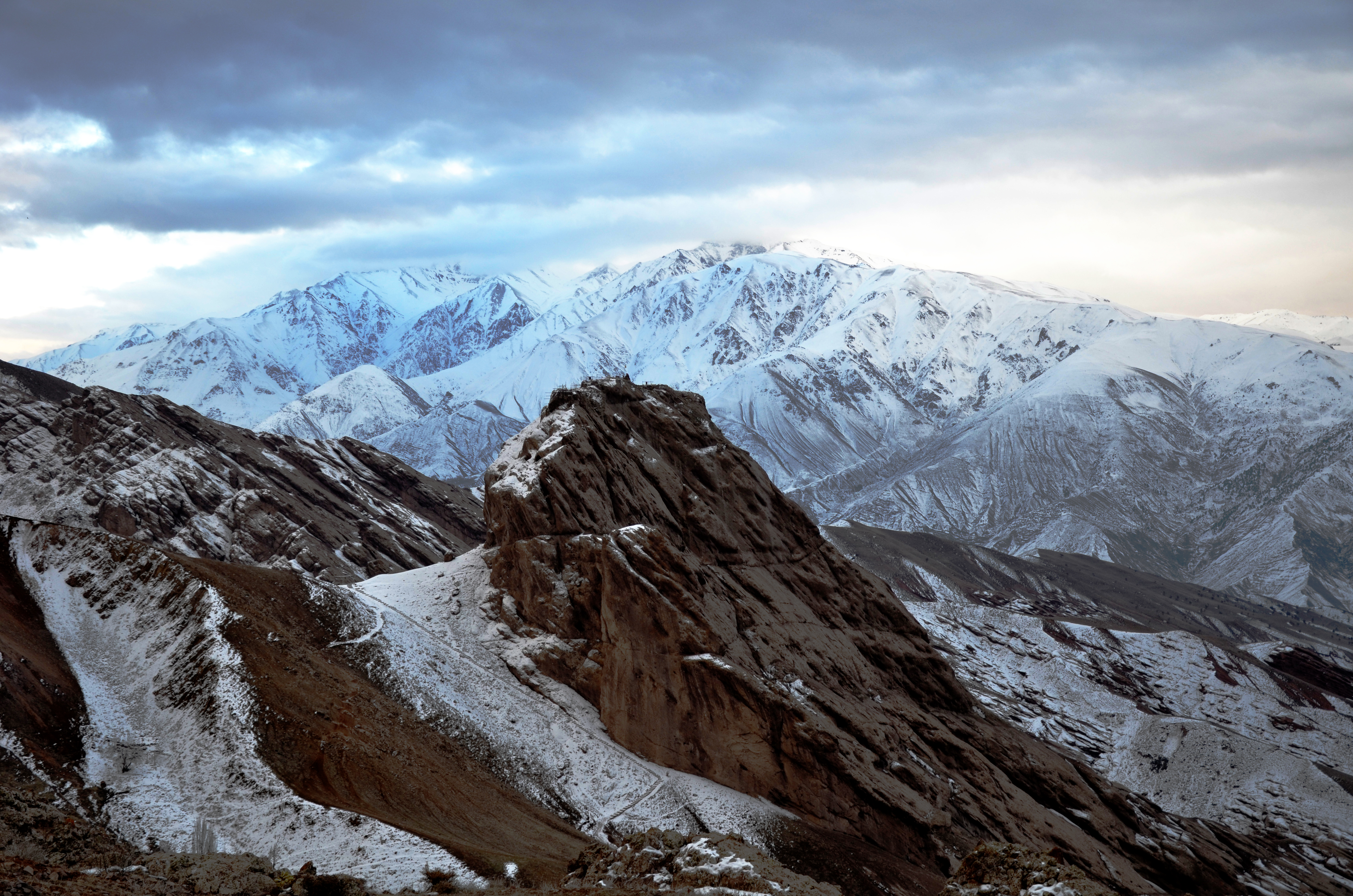
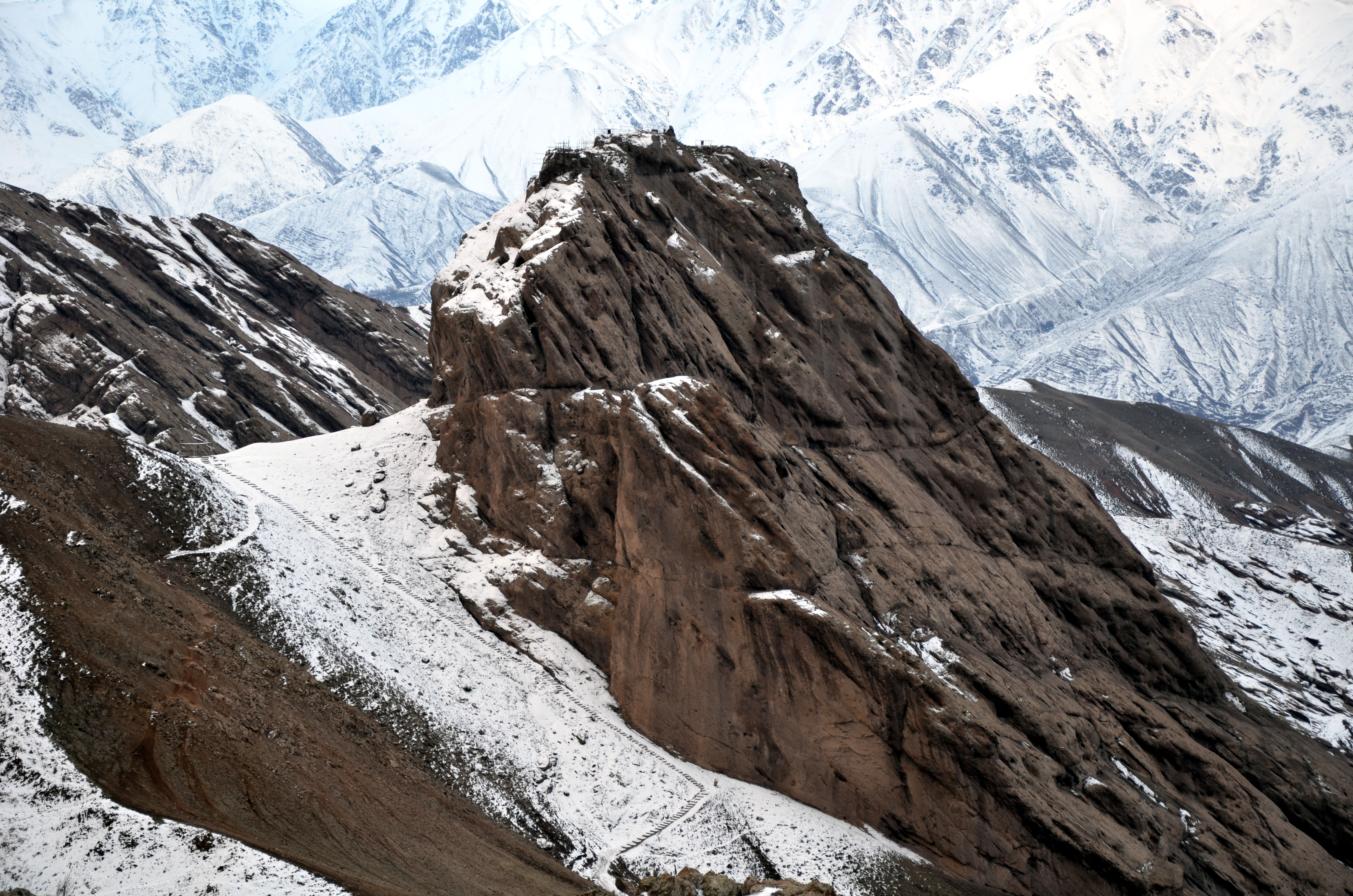
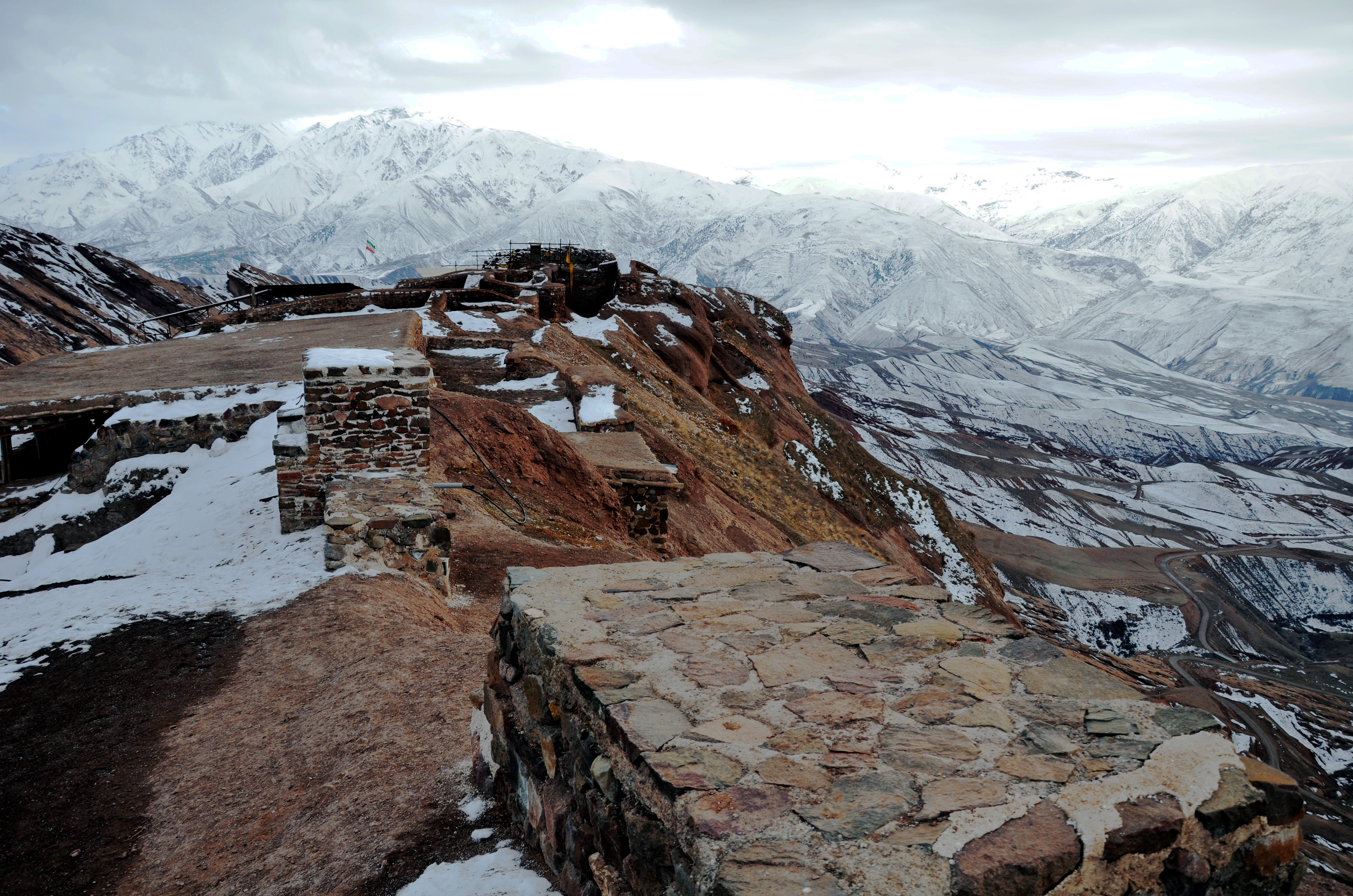
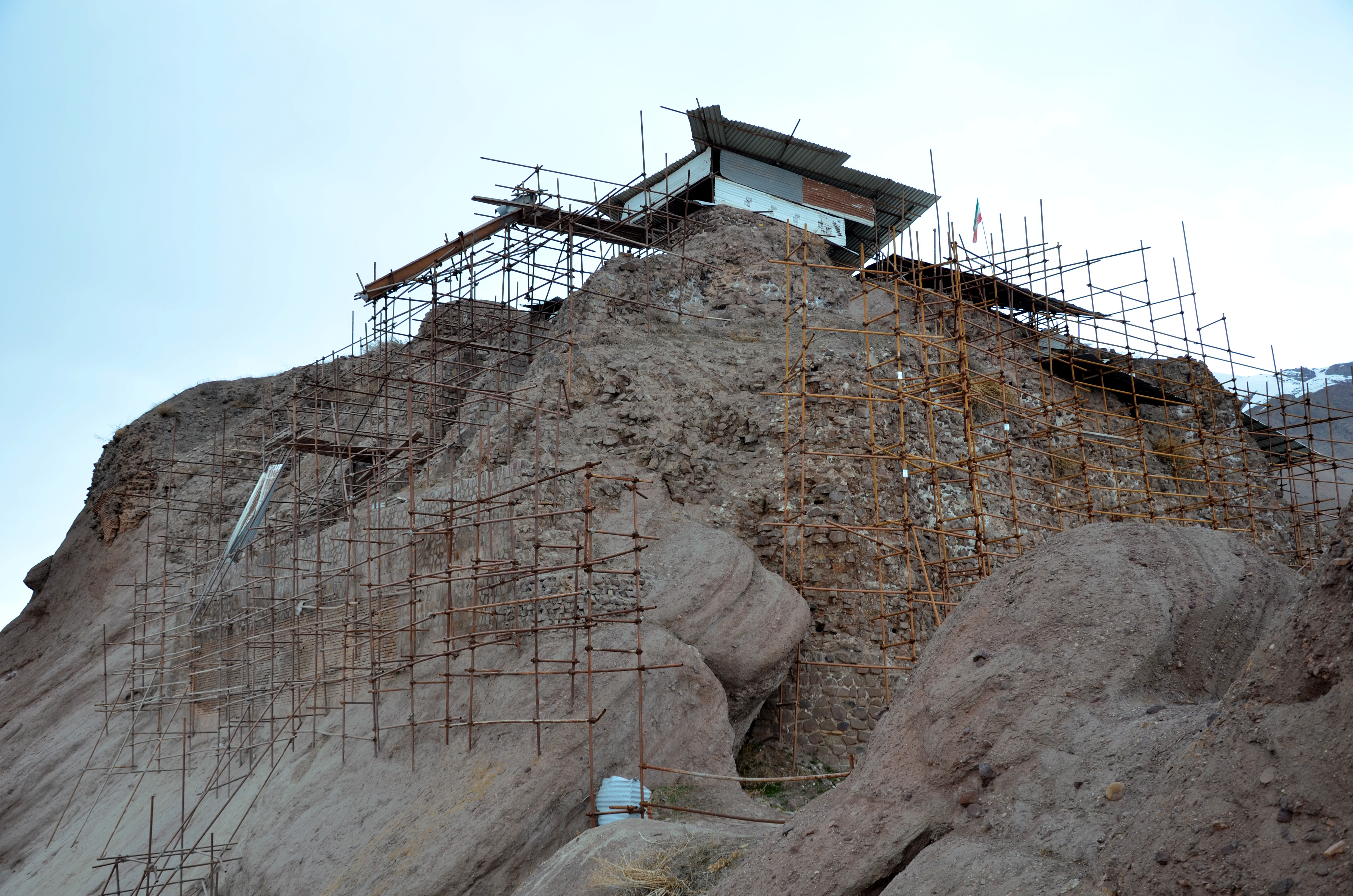
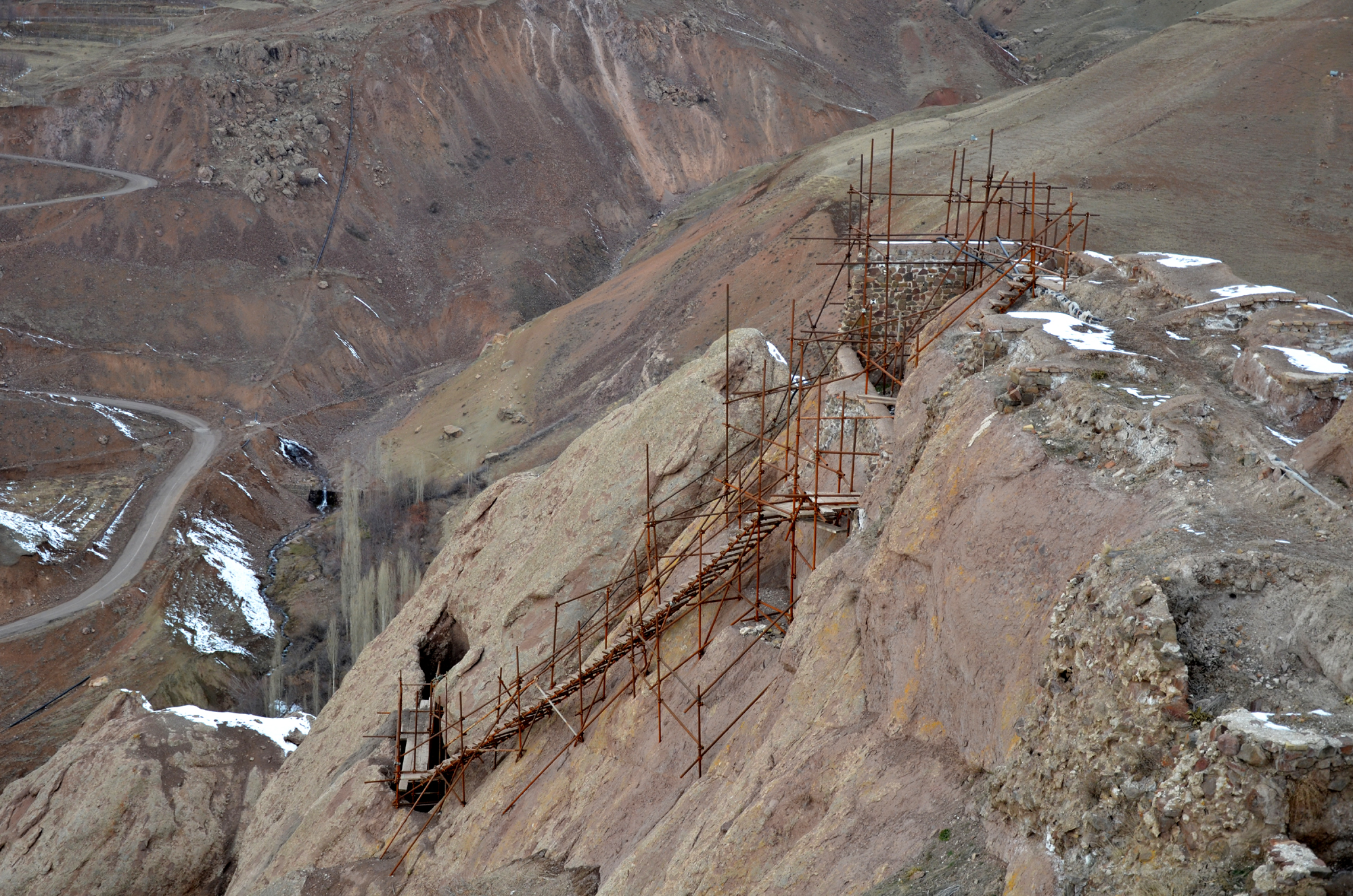
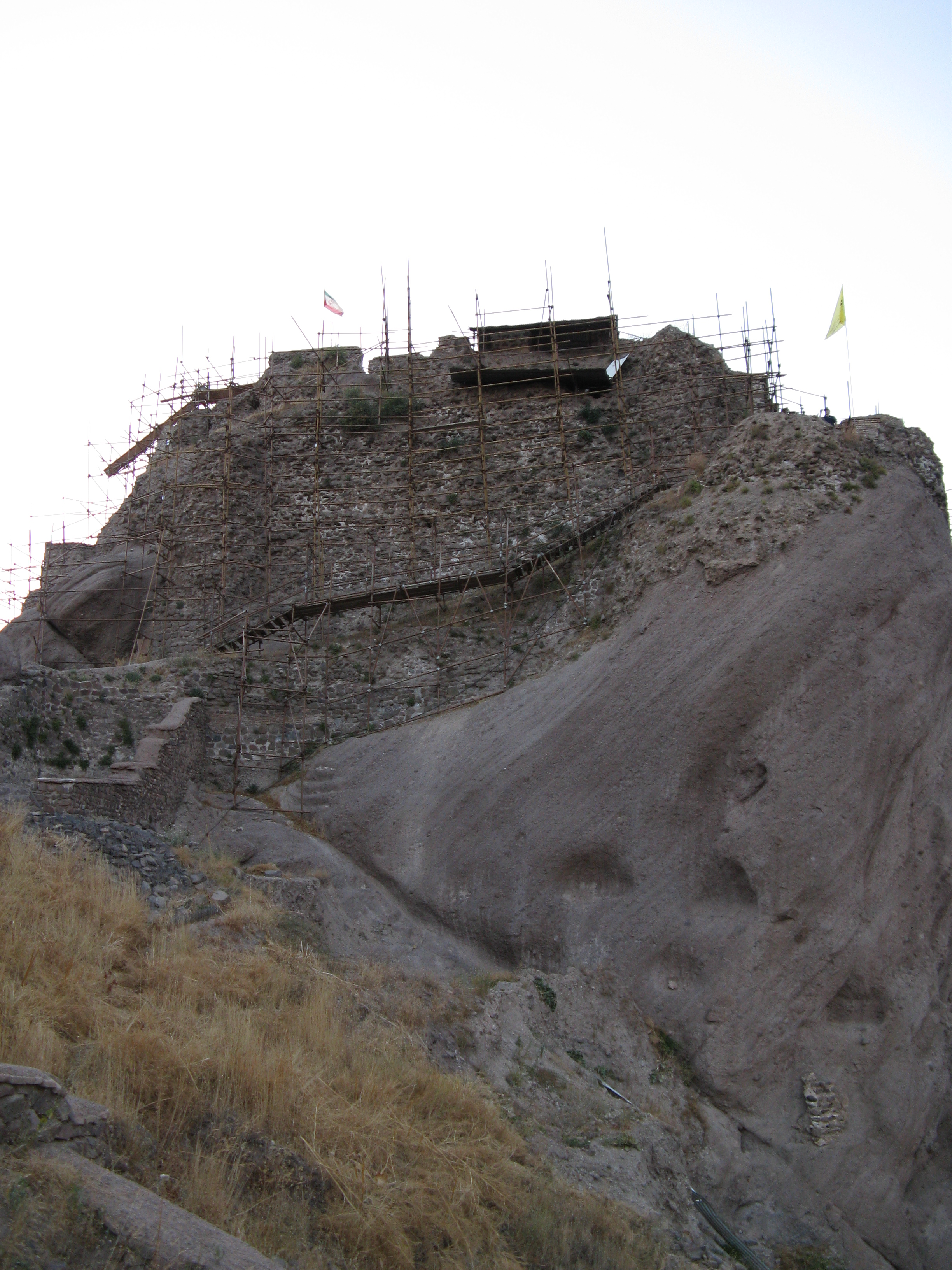